# Cosmoconus athrix
Cosmoconus athrix là một loài tò vò trong họ Ichneumonidae.